# Джудіт Хьюман
Джудіт Еллен «Джуді» Г'юмен ([ˈhjuːmən] ; 18 грудня 1947 р. – 4 березня 2023) — американська активістка за права людей з інвалідністю, відомою як «Мати руху за права людей з інвалідністю», лідерка спільноти людей з інвалідністю, визнана на міжнародному рівні. Г'юмен усе життя була захисницею громадянських прав людей з інвалідністю. Її робота з урядами та неурядовими організаціями (НУО), некомерційними організаціями та різними іншими зацікавленими групами з обмеженими можливостями зробила значний внесок у розробку законодавства та політики щодо прав людини на користь дітей та дорослих з інвалідністю. Завдяки своїй роботі у Світовому банку та Державному департаменті Г'юмен очолила включення прав людей з інвалідністю у міжнародний розвиток. Її внесок розширив міжнародне охоплення руху незалежного життя.

## Ранні роки
Джудіт Г'юмен народилась у Філадельфії в родині Вернера та Ільзи Г'юмен, які були єврейськими іммігрантами з Німеччини. Вона була старшою з трьох дітей і виросла в Брукліні, Нью-Йорк. Її мати приїхала до США з Німеччини в 1935 році, а батько в 1934 році. Дідусь, бабуся, прадід і багато інших членів родини Г'юмен були вбиті під час Голокосту. Її брат Джозеф Г'юмен є професором кіно та письменником.

Г'юмен захворіла на поліомієліт у віці 18 місяців і все доросле життя пересувалася у кріслі колісному. Вона відкинула кліше про інвалідність як трагічний досвід, сказавши: 
«Інвалідність стає для мене трагедією лише тоді, коли суспільство не може забезпечити те, що нам потрібно для життя — наприклад, можливість працевлаштування чи безбар'єрні будівлі. Це не для мене трагедія, що я живу в кріслі колісному».
Г'юмен і її батькам доводилося неодноразово боротися за право освіти. Місцева державна школа відмовила їй у відвідуванні через її нездатність ходити, назвавши її пожежонебезпечною. Натомість вона навчалася вдома приблизно по годині двічі на тиждень протягом трьох років. Мати Г'юмен Ільза Г'юмен, сама громадська активістка, оскаржила це рішення. Тоді Г'юмен дозволили піти до спеціальної школи в четвертий клас для дітей-інвалідів. Згідно з міською політикою, Г'юмен мала повернутися до домашнього навчання в середній школі. Мати Г'юмен виступила проти цієї політики разом з іншими батьками, які чинили достатній тиск на школу, щоб змінити цю політику. Г'юмен вступила до середньої школи в 1961 році.

Г'юмен відвідувала Camp Jened, табір для дітей з інвалідністю, у Хантері, штат Нью-Йорк, щоліта у віці від 9 до 18 років. Її досвід у таборі допоміг їй краще усвідомити спільний досвід людей з інвалідністю: 
«Ми разом раділи, однаково злилися через те, як з нами поводилися, і однаково розчаровувалися через можливості, яких у нас не було». 
У таборі Camp Jened Г'юмен познайомилася з активістами за права людей з інвалідністю Боббі Лінн і Фрідою Танкус, з якими вона пізніше працювала. У документальному фільмі «Crip Camp», номінованому на «Оскар» 2020 року, розповідається про учасників табору Camp Jened, зокрема Г'юмен.
Г'юмен закінчила Лонг-Айлендський університет у 1969 році. У 1975 році вона здобула ступінь магістерки наук у галузі охорони здоров'я в Каліфорнійському університеті Берклі.
Під час навчання в Університеті Лонг-Айленда Г'юмен почала робити значні кроки в напрямку захисту прав людей з інвалідністю. Вона організовувала мітинги та протести разом з іншими студентами з інвалідністю та без них, вимагаючи доступу до своїх аудиторій через пандуси та права жити в гуртожитку. Г'юмен вивчала логопедію.

## Г'юмен проти Управління освіти міста Нью-Йорка
У 1970 році Г'юмен було відмовлено у викладацькій ліцензії в Нью-Йорку, оскільки Рада вважала, що вона не зможе вивести себе або своїх студентів з будівлі в разі пожежі. Вона подала до суду на Раду освіти за дискримінацію. Місцева газета вийшла під заголовком «З поліомієлітом ти можеш стати президентом, але не вчителем». Справу було вирішено без суду, і Г'юмен стала першою користувачкою крісла колісного, яка викладала у Нью-Йорку, пропрацювавши там у початковій школі протягом трьох років.

## Політична робота та адвокація

### Відключено в дії
Г'юмен отримала багато листів від людей з інвалідністю у США через висвітлення в пресі її позову проти Управління освіти. Багато хто писав про свій досвід дискримінації через свою інвалідність. Грунтуючись на масовій підтримці та листах, у 1970 році Г'юмен і кілька друзів заснували Disabled in Action (DIA), організацію, яка зосереджена на забезпеченні захисту людей з інвалідністю відповідно до законів про громадянські права через політичний протест. Спочатку вона називалася «Handicapped in Actio», але Г'юмен ця назва не сподобалася, і він запропонував змінити її. Ранні версії Закону про реабілітацію 1973 року були накладені вето президентом Річардом Ніксоном у жовтні 1972 року та березні 1973 року. У 1972 році DIA провела сидячу демонстрацію в Нью-Йорку, протестуючи проти одного з вето. На чолі з Г'юмен 80 активістів та активісток влаштували цю сидячу атаку на Медісон-авеню, зупинивши рух.

### Центр незалежного життя
Ед Робертс попросив Г'юмен переїхати до Каліфорнії, щоб працювати в Центрі незалежного життя, де вона працювала заступницею директора з 1975 по 1982 рік. Вона була першою прихильницею руху за незалежне життя. Г'юмен відповідала за реалізацію федерального законодавства щодо програм спеціальної освіти, дослідження інвалідності, професійної реабілітації та незалежного життя, обслуговуючи понад 8 мільйонів молоді та дорослих з інвалідністю.

### Закон про освіту осіб з інвалідністю
Працюючи помічником із законодавчих питань голови Комітету Сенату США з питань праці та соціального забезпечення в 1974 році, Хойман допомогла розробити законодавство, яке стало Законом про освіту осіб з інвалідністю.

### Сидячий страйк 504
У 1977 році міністр охорони здоров'я, освіти та соціального забезпечення США Джозеф Каліфано відмовився підписувати змістовні положення до Розділу 504 Закона про реабілітацію, першого федерального закону про захист прав людей з інвалідністю. Потім він заборонив пронесення їжі та ліків у федеральну будівлю 504 біля офісу Міністерства охорони здоров'я, освіти та соціального забезпечення США в Сан-Франциско, для того щоб протестувальники вийшли з неї. Проте наступного дня працівники Фонду Делансі-стріт та Армії Спасіння погодилися принести їжу протестувальникам. Кітті Коун, одна з протестувальників, придумала як охолоджувати ліки, приклеївши їх до кондиціонера. Партія Чорних Пантер також підтримала протестувальників. Один з її членів, Бред Ломакс, хворий на розсіяний склероз, був протестувальником та попросив про допомогу, після чого партія надала гарячу їжу. Цей сидячий страйк, спланований Джудіт Г'юмен, Кітті Коун та Мері Джейн Оуен, тривав 28 днів, до 4 травня 1977 року, за участю близько 125—150 людей. Станом на 2021 рік це був найдовший сидячий страйк у федеральній будівлі США. Після ультиматуму та встановлення крайнього терміну від протестувальників, 5 квітня 1977 року ще в десяти містах США відбулися демонстрації. 28 квітня 1977 року Д. Каліфано підписав положення Розділу 504 та положення про освіту всіх дітей з обмеженими можливостями.

### Всесвітній інститут інвалідності

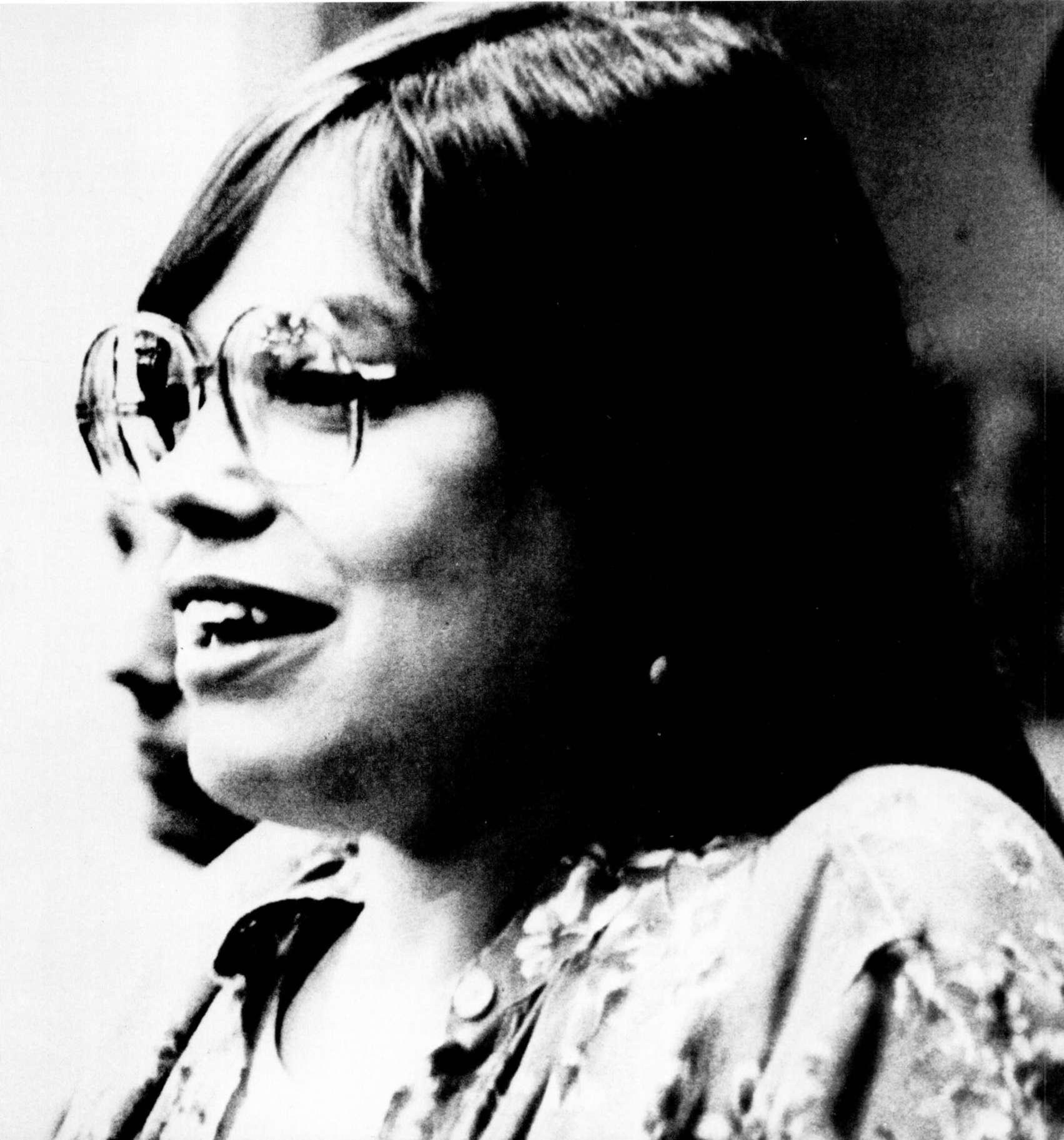
Гейман на конференції в 1981 році

Г'юмен разом із Едом Робертсом і Джоан Леон заснували Всесвітній інститут інвалідності в 1983 році, будучи співдиректоркою до 1993 року.

### Відділ обслуговування людей з інвалідністю
Мер Вашингтона, округ Колумбія , Едріан Фенті призначив Г'юмен першою директоркою міста Департаменту з питань обслуговування людей з інвалідністю, де вона відповідала за Адміністрацію з проблемами розвитку та Адміністрацію з реабілітаційних послуг.

### Адміністрація Клінтона
З 1993 по 2001 рік Г'юмен працювала в адміністрації Клінтона помічницею секретаря Управління спеціальної освіти та реабілітації в Департаменті освіти Сполучених Штатів.

### Світовий банк
З 2002 по 2006 рік Г'юмен працювала першою радникцею Групи Світового банку з питань інвалідності та розвитку, очолював роботу Світового банку з питань інвалідності та працював над розширенням знань і можливостей Банку для роботи з урядами та громадянським суспільством щодо включення інвалідності до Банку. обговорення з країнами-клієнтами, його аналітична робота на базі країни та підтримка вдосконалення політики, програм і проектів, які дозволяють людям з обмеженими можливостями в усьому світі жити і працювати в економічних і соціальних основною течією своїх спільнот. Вона була провідним консультантом Глобального партнерства з питань інвалідності та розвитку.

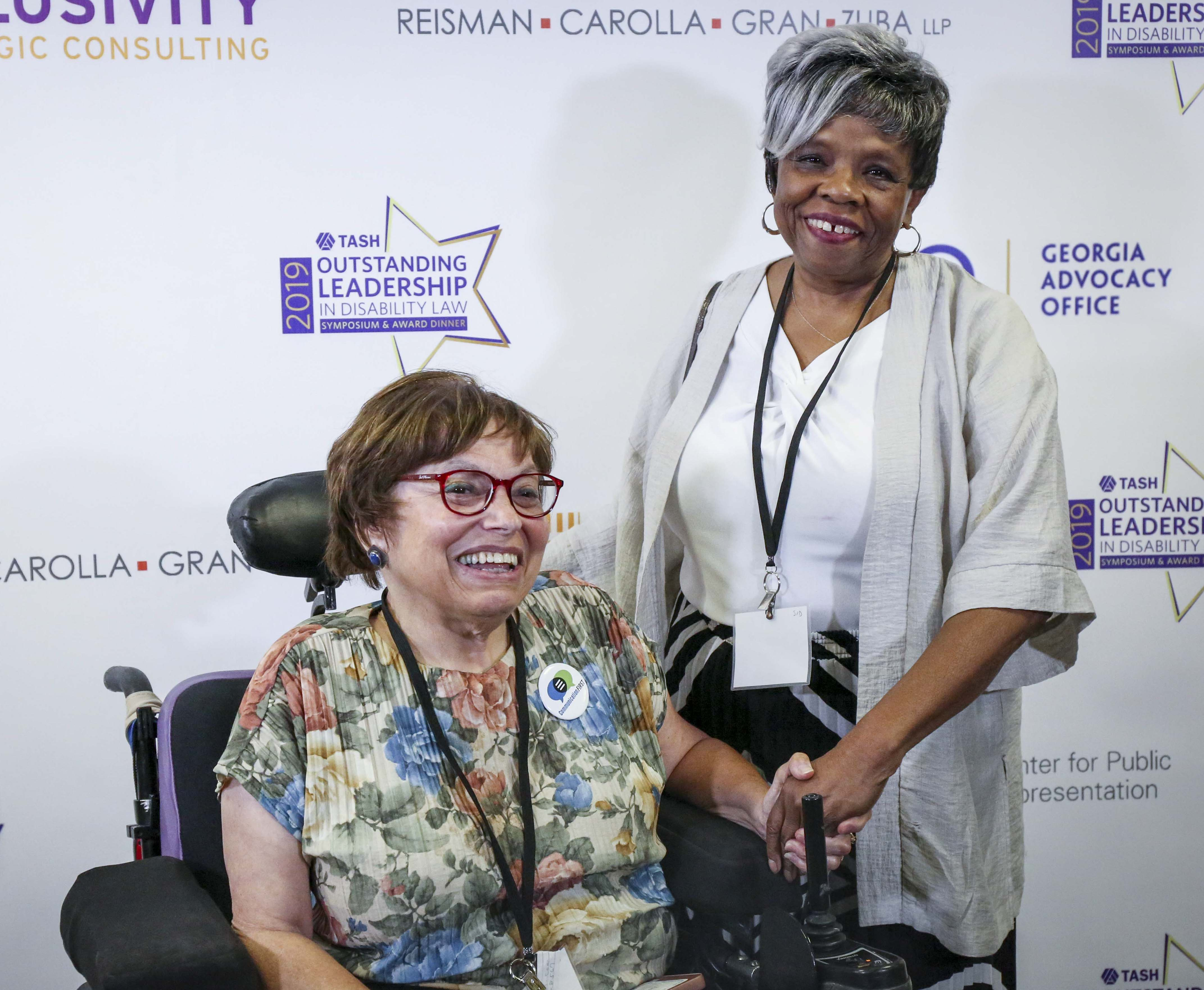
Г'юмен і Барбара Ренсом на симпозіумі та вечері з вручення нагород TASH «Видатне лідерство в галузі права людей з інвалідністю», Університет Джорджа Вашингтона, 25 липня 2019 р.

У 2010 році Г'юмен стала радницею з міжнародних прав людей з інвалідністю Державного департаменту США, призначена президентом Бараком Обамою. Вона була першою особою, яка зайняла цю посаду і служила з 2010 по 2017 рік Під час свого перебування на посаді вона безуспішно намагалася переконати Сенат ратифікувати Конвенцію ООН про права людей з інвалідністю, міжнародний договір, створений за моделлю Закону про американців з інвалідністю.
20 січня 2017 року Г'юмен залишила свій пост у Державному департаменті з приходом нової адміністрації. Державний секретар Сполучених Штатів Рекс Тіллерсон скасував роль спеціального радниці в 2017 році. Адміністрація Байдена відновила його.

### Фонд Форда
З вересня 2017 року по квітень 2019 року Г'юмен була старшою науковою співробітницею Фонду Форда. Там вона працювала, щоб сприяти включенню інвалідності в роботу фонду. Вона також пропагувала навмисне включення інвалідності у благодійну діяльність. Г'юмен, Кетрін Салінас і Мішель Гесс спільно написали статтю «Дорожня карта для інклюзії: зміна обличчя інвалідності в медіа», в якій досліджується недостатнє представлення людей з інвалідністю перед камерою та за нею, а також відомі стереотипи. персонажів з інвалідністю в медіа, і завершується закликом до дії, щоб збільшити представлення людей з інвалідністю у медіа.

### автор
У 2020 році була опублікована книга Г'юмен «Бути Г'юмен: нерозкаяні мемуари борця за права людей з обмеженими можливостями».

### Подкаст
У березні 2021 року Г'юмен почала випускати подкаст «The Heumann Perspective» раз на два тижні, у якому вона розмовляла з особами з інвалідністю, які творять зміни, та їхніми союзниками. У подкасті звучала вступна музика Лачі, а також були такі гості, як режисер Джеймс ЛеБрехт, активісти Лідія XZ Браун і Лерой Ф. Мур молодший, модель Джилліан Меркадо, творець Спенсер Вест та багато інших.

## Особисте життя і смерть
Г'юмен вийшла заміж за Хорхе Пінеда в 1992 році. Вони жили у Вашингтоні, округ Колумбія Вона померла там 4 березня 2023 року у віці 75 років.

## ЗМІ
- У документальному фільмі 2008 року The Power of 504 помітно фігурує Г'юмен[56]
- Г'юмен з'явилася в документальному фільмі 2011 року «Жити варто жити».
- Г'юмен виступила з доповіддю TEDTalk у 2017 році.[57]
- У 2018 році Comedy Central випустила епізод «П'яної історії» на сидячій засіданні 504, де Г'юмен зіграла Алі Строкер[58]
- Г'юмен з'явилася на Bloomberg 6 липня 2019 року, щоб обговорити репрезентацію інвалідності в ЗМІ
- У 2020 році Тревор Ной дала інтерв'ю Хойманну на The Daily Show[10]
- Г'юмен фігурує в документальному фільмі Crip Camp[59] 2020 року.
- Інститут міського розвитку[60]
- Центр єврейської історії дав інтерв'ю Г'юмен[61]

## Нагороди та визнання
- 2022: Гуманітарна нагорода організації «День жіночого підприємництва» за піонерську діяльність. Отримано в Організації Об'єднаних Націй, відзначаючи її як новаторку та новаторку у своїй галузі. Престижна нагорода, яку також визнає Конгрес США, приділяє увагу жінкам-підприємцям і значущому впливу, який вони мають на світ.
- 2022: визнана однією зі 100 жінок BBC[62]
- 2020: Журнал Time назвав її Жінкою року 1977 року в ретроспективі 2020 року[63]
- 2020: Премія Генрі Віскарді за досягнення[64]
- 2020: Нагорода Critics' Choice Documentary Award як одна з «Найпереконливіших живих тем документального фільму» щодо документального фільму Crip Camp[65]
- 2019: Інститут політики щодо людей з обмеженими можливостями Лур'є вручив нагороду «Подорож до досягнення рівності: минуле, сьогодення та майбутнє активізму з обмеженими можливостями» з вдячністю за ваше лідерство та активність у сфері громадянських прав".
- 2018: Нагорода Жіночої фракції Національної ради з питань незалежного життя
- 2018: Президентська нагорода Товариства досліджень проблем інвалідності.[66] SDS каже про своє рішення нагородити Heumann:
- 2017: Міжнародна рада з питань інвалідності США, премія Dole — Harkin Award[67]
- 2017: Нагорода InterAction за включення людей з інвалідністю на знак визнання великого впливу Heumann на залучення людей з інвалідністю в міжнародний розвиток.[68]
- 2014: Ротарі-клуб Берклі присудив свою щорічну нагороду Rotary Peace Grove Award Г'юменну та покійному Еду Робертсу, ще одному борцю за права людей з інвалідністю.[69]
- Премія Макса Старклоффа за життєві досягнення від Національної ради з незалежного життя На знак визнання відданої наполегливої праці та лідерства, спрямованого на розвиток руху за незалежне життя та права людей з інвалідністю[70] а також її відданість захисту та розширенню громадянських прав і прав людини інвалідністю.
- Нагорода «Чемпіон прав людей з інвалідністю» від SPAN Parent Advocacy Network. «За довічну відданість та активну діяльність щодо прав людини та громадянських прав дітей і дорослих з інвалідністю в Сполучених Штатах по всьому світу».[71]
- Нагорода за адвокацію від ALPHA Disability Section: «Ця нагорода вручається особі або організації, орієнтованій на споживача, яка продемонструвала досконалість у сфері адвокації для покращення здоров'я та якості життя людей з інвалідністю».[72]
- Г'юмен була першою лауреаткою премії Генрі Б. Беттса від Чиказького інституту реабілітації (пізніше нагороджена спільно з Американською асоціацією людей з обмеженими можливостями).[73]

Г'юмен отримала сім почесних докторських ступенів, у тому числі докторські ступені Бруклінського коледжу та Нью-Йоркського університету.

## Подальше читання
- Джудіт Е. Г'юмен, «Включаючи голоси людей з інвалідністю в міжнародний порядок денний розвитку» [Архівовано 20 грудня 2010 у Wayback Machine.] , Серія лекцій про сім'ю Торнбурга, Школа права Піттсбурзького університету, доступ 24 липня 2006 р.
- Джудіт Е. Г'юмен, Рух за права людей з інвалідністю та незалежне життя: піонерський захисник і лідер прав людей з інвалідністю, 1960—2000 рр., усна історія, Інтернет-архів Каліфорнії, 2004 р., отримано з Піонерського захисника прав людей з інвалідністю та лідера In Disabled in Action, Нью-Йорк; Центр незалежного життя, Берклі; Всесвітній інститут інвалідності; та Міністерство освіти США, 1960—2000 рр. 24 липня 2006 р.
- Ілен Цайцер інтерв'ю з Heumann. Спочатку опубліковано в «Change from Within: International Overview of the Impact of Disabled Politicians and Disabled Policy Bodies on Governance». Отримано зі звіту Rolling Rains:: Інтерв'ю: Джуді Хойманн, радник Світового банку з питань інвалідності та розвитку, 29 квітня 2009 р.